# Breaking News
Breaking News (caratteri cinesi tradizionali: 大事件; caratteri cinesi semplificati: 大事件; pinyin: Dà Shì Jiàn; cantonese: Daai si gin) è un film  del 2004 diretto da Johnnie To.
Il film è stato presentato fuori concorso al Festival di Cannes del 2004.

## Trama
La polizia di Hong Kong, dopo essere stata coinvolta in una disastrosa sparatoria e dopo che un suo membro è stato ripreso dai media locali mentre si arrendeva a dei banditi visibilmente terrorizzato, è in crisi di credibilità. All'ispettore Cheung e alla sua squadra è affidato il compito di catturare questi malviventi, guidati dallo scaltro Yuen.
Nel frattempo il sovrintendente Rebecca Fong cerca di "imbrogliare" televisioni e giornali, ovvero di coinvolgerli, tenendoli costantemente informati, in una sorta di show dell'operazione di polizia ben orchestrato e premeditato, in modo da migliorare attraverso lo sfruttamento dei media la reputazione della polizia stessa. Ella ne vede l'occasione principe quando si scopre che i banditi si nascondono in un appartamento del centro della città, mentre l'ispettore Cheung, insieme alla sua squadra, è impegnato in diversi scontri a fuoco con gli stessi.
Yuen, il capo della banda, tentando la fuga si nasconde nell'appartamento di Yip, un tassista imbranato che vive insieme ai suoi bambini. Con il riluttante aiuto del figlio di Yip, che lo mette in contatto con la polizia per mezzo di una web-cam, Yuen sostiene un vero e proprio duello a distanza, dando ai media l'immagine che quest'ultima sia ormai sconfitta o quanto meno in scacco (ad esempio, trasmette le immagini dei delinquenti che pranzano seduti tranquilli attorno alla tavola; a quel punto il sovrintendente Fong reagisce facendo distribuire alle numerose squadre in servizio e pure ai giornalisti assiepati fuori dal palazzo un generoso pranzo al sacco). Dopo il fallimento di un blitz condotto dalla Police Tactical Unit, viene richiesto l'intervento della Special Duties Unit per stanare Yuen e la sua banda. Dopo numerosi scontri a fuoco con morti e feriti, buona parte dei delinquenti viene uccisa, ma Yuen e uno dei compagni più scaltri e lucidi (facente parte di un'altra banda incontrata per caso durante la fuga) riescono a fuggire. Infine, dopo un lungo inseguimento e ulteriori sparatorie all'esterno del palazzo, con Fong che ha intuito la via di fuga usata, ma è stata catturata da Yeun e tenuta in ostaggio, Cheung riesce a colpire e uccidere Yuen. Il compagno fuggito verrà invece ucciso il giorno dopo mentre tentava di rapinare un furgone portavalori.

## Riconoscimenti
- 2004 Golden Horse Awards
- Festival di Cannes 2004: selezione ufficiale

## Remake
È stato programmato un remake del film dalla società cinematografica indipendente Gold Circle Films e dalla Paramount Vantage. Joel Schumacher è in trattative per dirigere questo remake.
Un altro rifacimento del film, intitolato Goryachie Novosti (distribuito internazionalmente col titolo: Newsmakers) è stato girato in Russia. È stato prodotto dalla casa cinematografica moscovita Tandem Pictures e dalla Illusion Film di Göteborg e diretto dal giovane regista svedese Anders Banke. Questa versione di Breaking News è stata distribuita in forma teatrale in Russia e nei paesi dell'ex Unione Sovietica il 7 maggio del 2009.